# Alaemon alaudipes
L'allodola beccocurvo (Alaemon alaudipes (Desfontaines, 1789)) è una specie di uccello appartenente alla famiglia delle allodole (Alaudidae), che popola le aree sabbiose di deserti e semideserti. Il suo areale si estende dalle isole di Capo Verde, attraverso il Sahara e il Vicino Oriente, fino all'India occidentale. Questa allodola, piuttosto grande, si distingue per il caratteristico disegno bianco e nero delle ali, che durante il volo ricorda vagamente quello dell'upupa. Il suo canto, inconfondibile e fischiante, viene emesso durante il volo nuziale, quando l'uccello si alza fino a 5 metri di quota con la coda aperta e poi si lascia cadere rapidamente verso il suolo in picchiata.

## Descrizione
L'allodola beccocurvo, con una lunghezza di 19-23 cm, è circa grande quanto uno storno, ma presenta un aspetto molto più slanciato e zampe insolitamente lunghe, con un becco appuntito lungo 3-3,5 cm, leggermente ricurvo verso il basso. Le ali sono ampie e arrotondate, e il caratteristico disegno bianco e nero delle penne remiganti, ben visibile in volo, ricorda quello dell'upupa – da cui deriva anche il nome inglese Greater Hoopoe-lark. La coda risulta relativamente lunga. Il dito posteriore, con una lunghezza di 6,2-8,6 mm, è piuttosto corto e leggermente ricurvo verso il basso per una specie di allodola. Maschio e femmina non mostrano differenze evidenti nel piumaggio. Il maschio, tuttavia, è più pesante, con un peso che varia tra 39 e 51 grammi, mentre la femmina pesa tra 30 e 47 grammi. Oltre alla colorazione tipica, esiste anche un raro morfo grigio e sono note forme intermedie.
Gli individui adulti presentano un piumaggio dorsale che varia dal color sabbia al beige-bruno, con aree grigiastre sulla fronte, sulla parte centrale del capo, sulla nuca e sui lati della testa. Il sopracciglio è di colore crema, mentre una lunga stria oculare e una stria ai lati del becco sono nere. Il becco è grigio scuro e l'iride marrone scuro. Il petto appare color crema, macchiettato di nero, mentre il resto delle parti inferiori è di un bianco crema. Le remiganti primarie sono nere con la base bianca, e le secondarie interne presentano anche le punte bianche. Le copritrici delle ali, bianche, mostrano al centro una larga fascia nera che attraversa trasversalmente l'ala. Le timoniere sono prevalentemente nerastre; quelle centrali sono invece brune con margini chiari, mentre quelle esterne risultano perlopiù bianche. Zampe e piedi sono di colore grigio chiaro.
Nel piumaggio giovanile, il disegno della testa è meno marcato e le parti superiori sono ampiamente bordate di un beige giallastro.

### Sottospecie
La specie presenta variazioni sia nelle dimensioni che nella colorazione del piumaggio. La sottospecie di Capo Verde, A. a. boavistae, è più piccola, più brunastra e scura rispetto alla forma nominale. A. a. desertorum ha dimensioni simili, ma si distingue per una tonalità più grigia. A. a. doriae è anch'essa molto grigia e piuttosto piccola, ma nell'area occidentale risulta di dimensioni maggiori rispetto all'area orientale.
Le sottospecie riconosciute sono:
- A. a. boavistae Hartert, 1917 – Isole di Capo Verde;
- A. a. alaudipes (Desfontaines, 1789) – Sahara e Vicino Oriente;
- A. a. desertorum (Stanley, 1814) – Coste del Mar Rosso, parte centrale della penisola arabica;
- A. a. doriae (Salvadori, 1868) – Iraq e Arabia orientale fino all'India.

### Voce
Il canto caratteristico viene emesso durante il volo nuziale acrobatico e consiste in una serie di fischi uniformi, leggermente malinconici, che si susseguono per circa 12 secondi. La velocità del canto aumenta man mano che l'uccello si solleva in quota. Nel punto più alto del volo si inserisce un breve trillo, seguito da un'ulteriore serie di note discendenti, che rallentano progressivamente. Il richiamo di contatto si manifesta invece come un breve e vibrante siee o srriee.

## Distribuzione e habitat
Nelle isole di Capo Verde, l'allodola beccocurvo è presente a Sal, Boavista e Maio. Nel Sahara, il suo areale si estende dal sud del Marocco verso sud fino alla Mauritania, raggiungendo il nord e il centro del Mali, il centro del Niger, le regioni centrali e orientali del Ciad e il nord del Sudan. In Medio Oriente, la distribuzione prosegue verso est fino a includere la Siria, la Giordania e il nord dell'Arabia Saudita, seguendo le coste del Mar Rosso verso sud fino al nord-ovest della Somalia e, nell'Arabia Saudita centrale, spingendosi fino al sud dello Yemen. Dall'Iraq e dall'Arabia orientale, l'areale si estende ulteriormente verso est fino al Pakistan, raggiungendo il suo limite orientale nell'estremo nord-ovest dell'India.
La specie è generalmente comune e non considerata minacciata. Tuttavia, nelle aree interne dei grandi deserti, la densità delle popolazioni può diminuire sensibilmente. In Israele l'allodola beccocurvo è rara, mentre in India la presenza è sporadica. In Algeria e nel Ciad, si è osservata un'ulteriore espansione dell'areale, probabilmente come conseguenza della crescente desertificazione.
Negli anni particolarmente aridi, possono verificarsi fenomeni di dispersione. La specie è stata osservata come visitatore occasionale alle Canarie, in Senegal, in Italia, a Malta, in Grecia, in Turchia e in Libano.

## Biologia

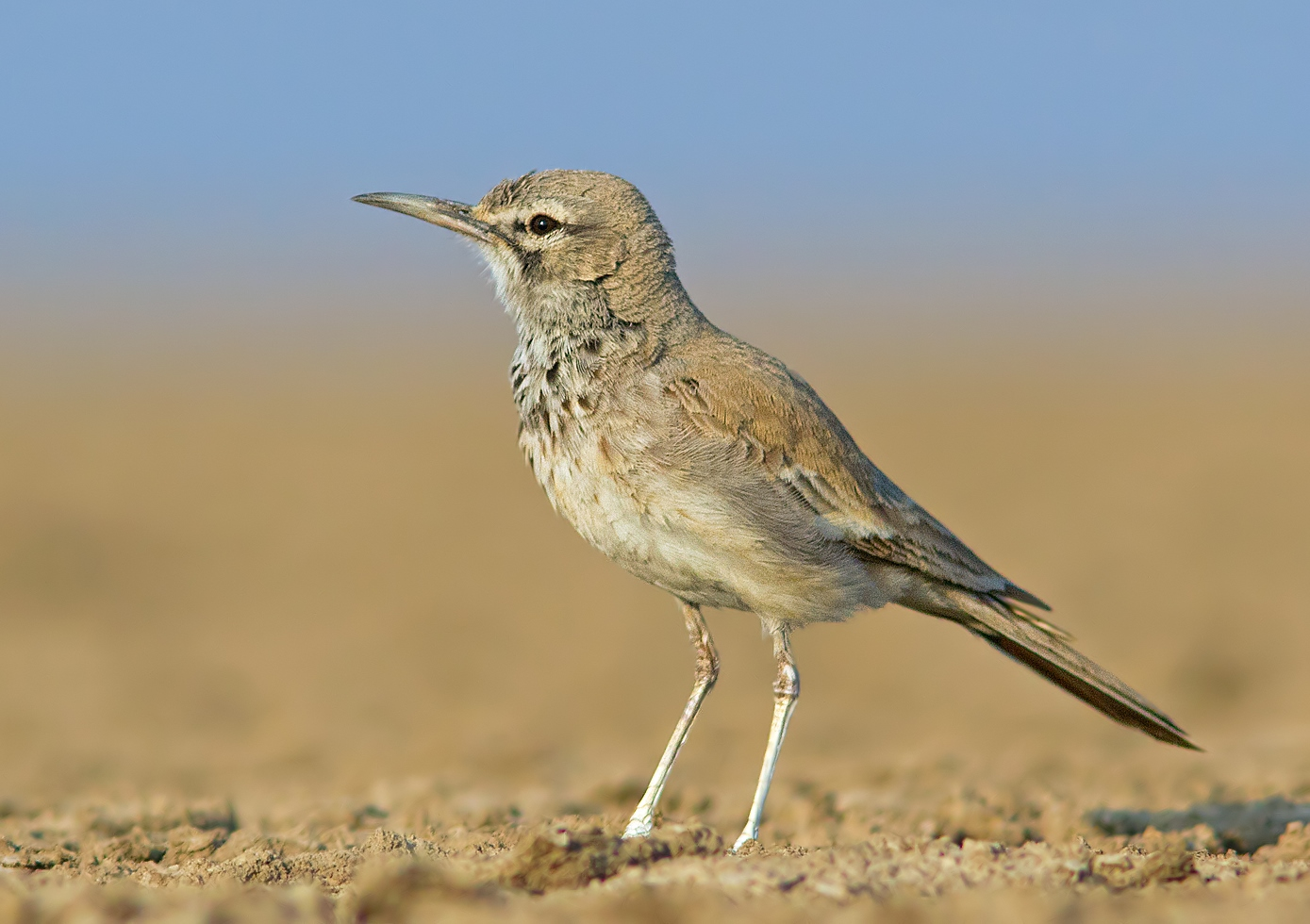
Allodola beccocurvo

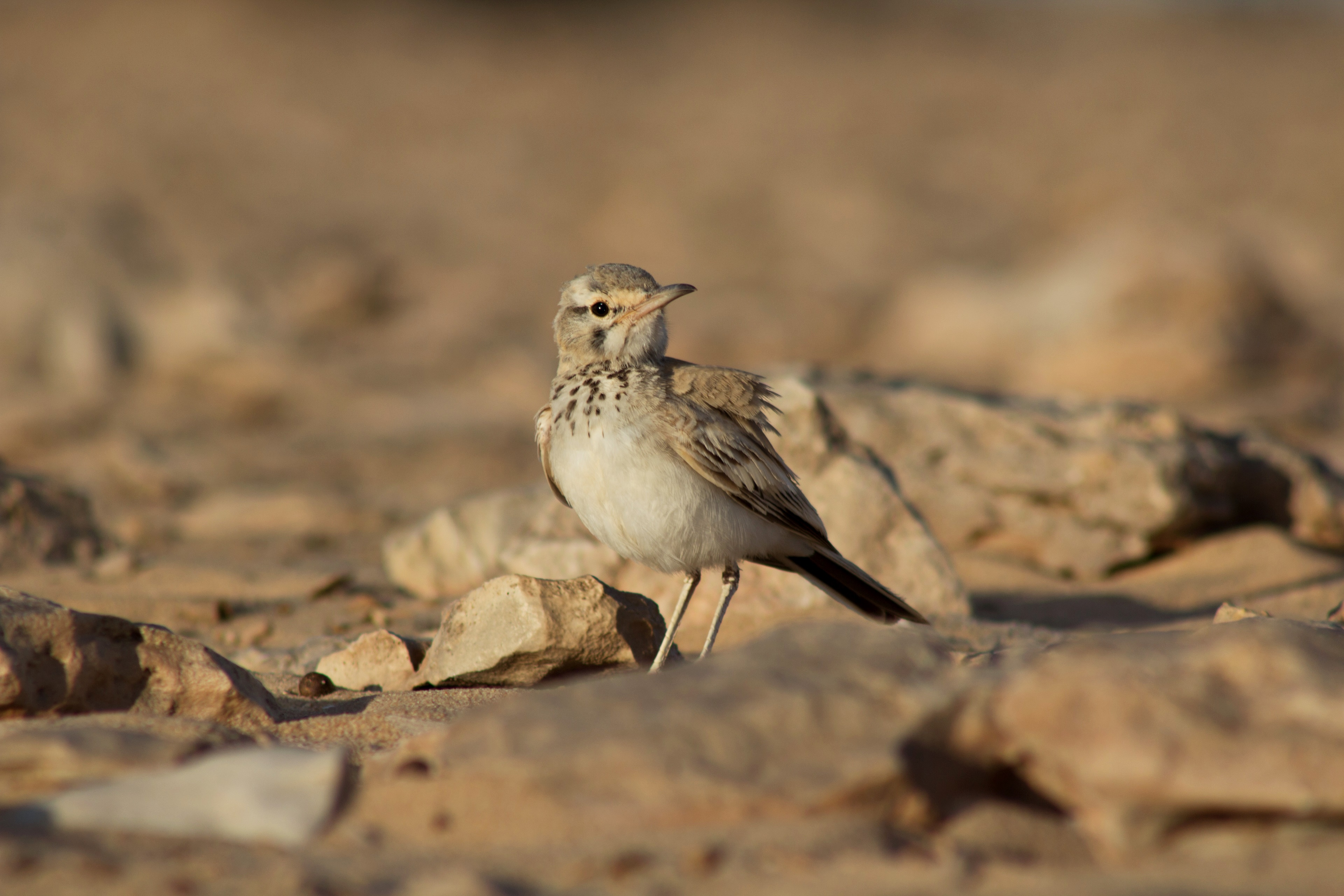
Allodola beccocurvo

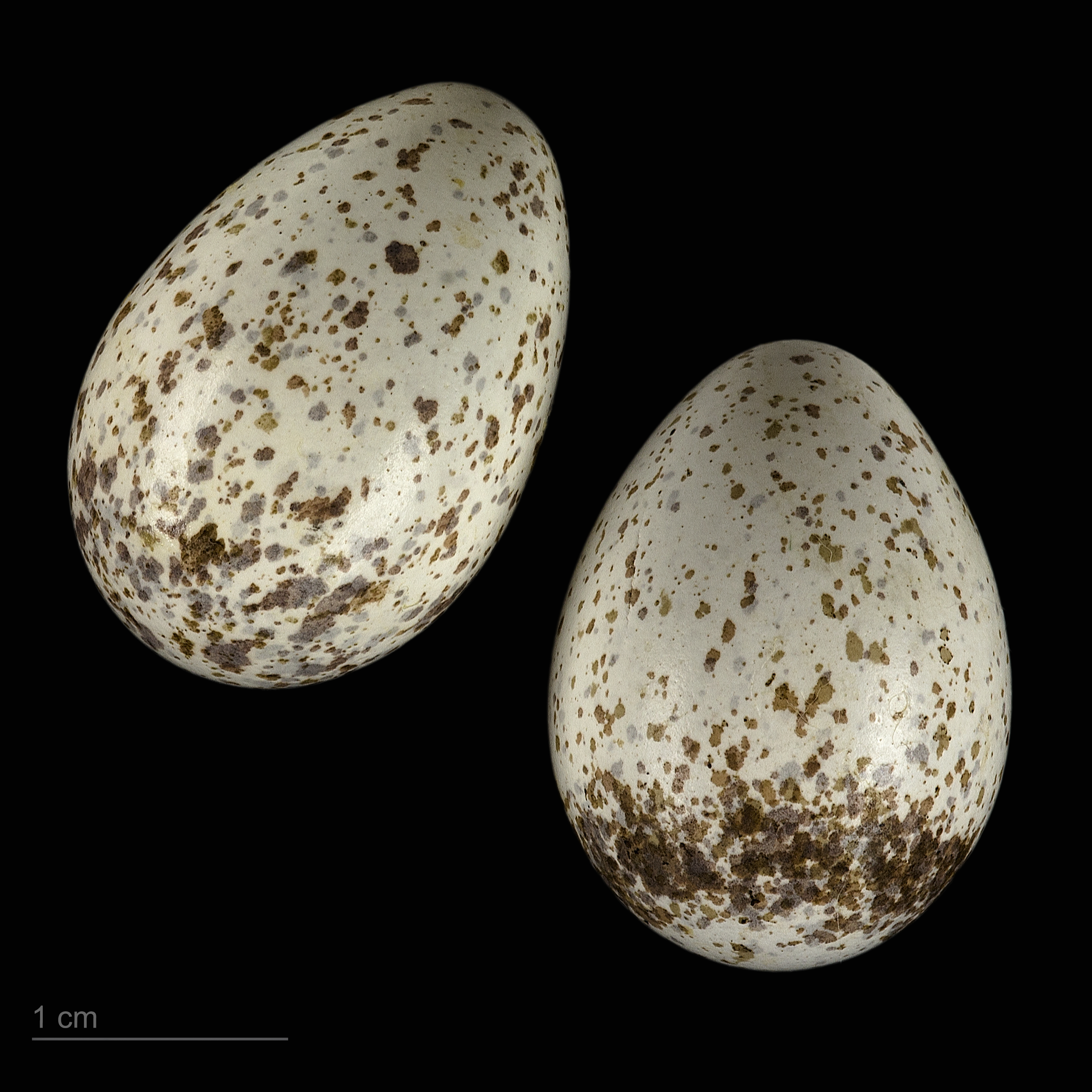
Uova di A. a. alaudipes

L'allodola beccocurvo colonizza aree desertiche o semidesertiche caratterizzate da suoli sabbiosi e vegetazione rada, sia in ambienti pianeggianti sia collinari. In Pakistan, questa specie si trova anche ad altitudini che raggiungono i 2000 metri. Vive anche in deserti ghiaiosi con zone sabbiose aperte. Le densità più elevate si riscontrano nei reg costieri del Nord Africa, dove la presenza di arbusti di Nucularia e di piccole dune di sabbia favorisce l'insediamento. L'altezza della vegetazione nei suoi habitat è piuttosto variabile, ma sembra fondamentale la presenza di aree aperte e sabbiose.
La dieta è composta prevalentemente da invertebrati, anche se talvolta comprende piccoli vertebrati come gechi o lucertole di dimensioni ridotte. La composizione della dieta può variare localmente, ma generalmente comprende larve di coleotteri, cavallette, termiti, formicaleoni e chiocciole. La maggior parte del cibo viene individuata scavando fino a 5 cm di profondità nella sabbia morbida. Le chiocciole vengono sollevate in volo e lasciate cadere su superfici dure, oppure vengono sbattute contro le pietre per rompere il guscio. La specie è in grado di vivere senza bisogno di bere acqua.
L'allodola beccocurvo è territoriale durante tutto l'anno. Un territorio, in Israele, può raggiungere un'estensione superiore a un chilometro quadrato. Il volo canoro del maschio è particolarmente spettacolare: solitamente, partendo da un posatoio, si alza svolazzando tra i 2 e i 5 metri d'altezza, con la coda aperta, esegue un capovolgimento in aria e poi si lascia cadere in picchiata verticale, frenando solo poco prima di posarsi grazie alle ali.
Il periodo riproduttivo varia in base all'area geografica ed è legato alle stagioni delle piogge. Nelle isole di Capo Verde si estende da ottobre a marzo; in Nord Africa e in Arabia Saudita tra febbraio e luglio, con possibili covate anche ad agosto; in Pakistan e in India tra marzo e luglio oppure a settembre. Si verificano una o due covate per stagione. Il nido, costruito dalla femmina, viene collocato su arbusti bassi o tra ciuffi d'erba, più raramente al riparo di piante o pietre direttamente sul terreno, e solitamente è circondato da piccoli sassi. La struttura del nido è composta da rametti sottili e viene rivestita internamente con materiali soffici. Il diametro della conca del nido è di 7-8 cm. La deposizione consiste in 2-4 uova, che vengono incubate dalla femmina o da entrambi i genitori per circa 14 giorni. I piccoli abbandonano il nido dopo 12-13 giorni dalla schiusa, ma rimangono insieme ai genitori per almeno un altro mese. Il successo riproduttivo dipende fortemente dall'intensità delle piogge: negli anni particolarmente aridi alcune coppie possono rinunciare alla nidificazione, mentre in anni favorevoli la riuscita riproduttiva può essere molto elevata.